# Rhönita
La rhönita es un mineral, inosilicato con calcio, magnesio y titanio, descrito por primera vez en las rocas volcánicas de las montañas Rhön, cercanas a Fulda, Hesse (Alemania). El nombre deriva del de la localidad.

## Propiedades físicas y químicas
La rhönita es un inosilicato complejo, de composición bastante variable en cuanto a los elementos de la fórmula, y que puede contener además pequeñas cantidades de magnesio, sodio y potasio.Pertenece al grupo de la enigmatita. Se encuentra como microcristales de color rojo,  a veces muy oscuro, brillantes y traslúcidos, con desarrollo prismático o tabular.

## Yacimientos
La rhönita es un mineral poco frecuente, que se ha encontrado en unas 50 localidades en el mundo.  Aparece diseminado como microcristales generalmente de tamaño inferior al milímetro en rocas eruptivas pobres en sílice. Los mejores ejemplares proceden de las canteras de Nickenicher, en Eifel (Alemania), donde se encuentra como cristales, y en otras localidades alemanas. En Austria, aparece asociada a ilmenita en la cantera de basalto de Pauliberg,  Markt Sankt Martin,  distrito de Oberpullendorf. Es bastante frecuente como microcristales, asociada a nefelina, en las lavas que afloran en La Isleta, en Las Palmas de Gran Canaria, isla de Gran Canaria (España).  Se ha encontrado también en meteoritos, particularmente en el meteorito de Allende (México) y en el de D'Orbigny (Argentina).